# Takaji Mori
Takaji Mori (森 孝慈, Mori Takaji), né le 24 novembre 1943 à Fukuyama - mort le 17 juillet 2011 à Meguro, est un footballeur et entraîneur japonais.

## Biographie
Il étudie à l'Université Waseda au sein du département de sciences politiques et d'économie d'où il sort diplômé en 1967.
En tant que milieu, Takaji Mori fut international japonais à 56 reprises (1966-1976) pour deux buts inscrits. Il fit partie des joueurs sélectionnés pour les JO 1964, mais il ne joua aucun match. Le Japon fut éliminé en quarts. Il participat à tous les matchs lors des JO 1968, remportant la médaille de bronze. Il inscrivit un but dans les éliminatoires de la Coupe du monde 1974, contre le Sud-Vietnam.
Il joua pour une seule équipe, pendant dix saisons, Mitsubishi Heavy Industries, remportant deux championnats et deux coupes de l'Empereur.
Il fut aussi sélectionneur du Japon de 1981 à 1985, puis dirigea Urawa Red Diamonds, pendant deux saisons, sans rien remporter. Il finit sa carrière pour une saison avec Avispa Fukuoka.

## Clubs

### En tant que joueur
- 1967-1977 :  Mitsubishi Heavy Industries

### En tant qu'entraîneur
- 1981-1985 :  Japon
- 1992-1993 :  Urawa Red Diamonds
- 1998 :  Avispa Fukuoka

## Palmarès
- Jeux olympiques
  - Médaille de bronze en 1968
- Championnat du Japon de football
  - Champion en 1969 et en 1973
  - Vice-champion en 1970, en 1971, en 1974, en 1975, en 1976 et en 1977
- Coupe du Japon de football
  - Vainqueur en 1971 et en 1973
  - Finaliste en 1967 et en 1968